# 江北城街道
江北城街道，是中华人民共和国重庆市江北區下辖的一个乡镇级行政单位。

## 行政区划
江北城街道下辖以下地区：
虚拟社区。

## 交通
- 江北城站